# Дэвис, Арт (игрок в американский футбол)
Артур Гэнонг Дэвис (англ. Arthur Ganong Davis; 29 ноября 1934, Кларксдейл, Миссисипи — 29 января 2021, Старквилл, там же) — профессиональный американский футболист, хавбек. Выступал в НФЛ в сезоне 1956 года в составе «Питтсбург Стилерз». На студенческом уровне играл за команду университета штата Миссисипи. Один из лучших игроков в его истории. На драфте НФЛ 1956 года был выбран в первом раунде под общим пятым номером.

## Биография
Артур Дэвис родился 29 ноября 1934 года в Кларксдейле в штате Миссисипи. Там же окончил старшую школу. С 1952 по 1955 год учился в университете штата Миссисипи, играл за его футбольную команду на позициях хавбека и ди-бэка. За студенческую карьеру набрал на выносе 1148 ярдов и занёс 18 тачдаунов. Лучший сезон провёл в 1954 году, когда набрал 670 ярдов с 10 тачдаунами и был назван Игроком года в конференции SEC по версиям изданий Atlanta Journal Constitution и Nashville Banner. В 1955 году Ассоциация футбольных журналистов Америки признала его Игроком года в NCAA.
На драфте НФЛ 1956 года был выбран «Питтсбургом» в первом раунде под общим пятым номером. В составе команды провёл один сезон, завершив карьеру из-за травмы колена. После этого работал тренером в старшей школе города Билокси и нескольких университетских командах. В 1971 году избран в Зал спортивной славы университета штата Миссисипи, с 1981 года входит в Зал спортивной славы штата Миссисипи.
Скончался 29 января 2021 года в Старквилле в возрасте 86 лет.